# سيكورسكي إس-97 رايدر
سيكورسكي إس-97 رايدر (بالإنجليزية: Sikorsky S-97 Raider)‏ هي طائرة استكشاف أنتجت في الولايات المتحدة. من صناعة سيكورسكي للطائرات. كان أول طيران لها في 2014. وسعر الطائرة الواحدة منها هو 15 مليون دولار.